# هاشم‌آباد (سبزوار)
هاشم‌آباد، روستایی است از توابع بخش مرکزی شهرستان سبزوار استان خراسان رضوی ایران.

## جمعیت
این روستا در دهستان رباط قرار داشته و بر اساس سرشماری سال ۱۳۸۵ جمعیت آن ۵۲۵نفر (۱۶۱خانوار)
بوده‌است.